# Angelo Maria Durini
Angelo Maria Durini (ur. 24 maja 1725 w Mediolanie, zm. 28 kwietnia 1796 w Como) – kardynał, nuncjusz apostolski w I Rzeczypospolitej w latach 1767-1772.

## Życiorys
Po studiach w Rzymie, zakończonych doktoratem w 1757 rozpoczął pracę w nuncjaturze w Paryżu. Od 1759 był inkwizytorem generalnym i delegatem apostolskim na Malcie. Był protegowanym papieża Klemensa XIII, który w 1766 zaraz po przyjęciu przez niego święceń kapłańskich, wyniósł go do godności biskupa tytularnego Ankary. W czasie swojej misji w Rzeczypospolitej poparł konfederatów barskich, występujących przeciwko narzuconemu przez Katarzynę II, z pomocą Stanisława Augusta Poniatowskiego protektoratowi rosyjskiemu. Konfederację poparł, choć sam Watykan nie zdecydował się na jej oficjalne poparcie. Udzielił błogosławieństwa oddziałom Kazimierza Pułaskiego w Częstochowie w 1770 roku, był także uczestnikiem przygotowań do porwania Stanisława Augusta Poniatowskiego. Prawdopodobnie wówczas przekroczył swoje watykańskie instrukcje i został na żądanie Rosjan odwołany z Warszawy w 1772.
Polskiemu przedstawicielowi Stanisława Augusta w Rzymie markizowi Tommaso Anticiemu w 1772 roku udało się załatwić w Rzymie odwołanie Duriniego z Polski.
Po zakończeniu misji Durini w Polsce, przebywał w latach 1774-1776 w Awinionie, w 1776 został kardynałem i osiadł w Como.